# Falk Ozellis
Falk Ozellis (* 27. Dezember 1968 in Görlitz) ist ein ehemaliger deutscher Eishockeyspieler und -trainer. Während seiner Karriere spielte der Stürmer unter anderem in der 2. Eishockey-Bundesliga und in der DEL. 1990 wurde er mit der SG Dynamo Weißwasser deutscher Meister (DDR). 1997 wurde er mit den Kassel Huskies deutscher Vizemeister.

## Karriere
Ozellis begann seine Karriere in der Nachwuchsabteilung des 25-maligen DDR-Meisters SG Dynamo Weißwasser. Dort durchlief der gebürtige Görlitzer alle Jugendmannschaften und war ab 1989 Teil der Herrenmannschaft, die in der DDR-Oberliga 1990 den letzten DDR-Meistertitel gewann. In der Jugend lief er zudem für die Nationalmannschaft der DDR auf. Nach der Wiedervereinigung spielte Ozellis mit dem PEV Weißwasser in der 1. und 2. Bundesliga, ehe er 1993 zu den Kassel Huskies wechselte. In der Saison 1993/94 überzeugte der Stürmer mit 51 Scorerpunkten (18 Tore, 33 Vorlagen) in 62 Spielen. Mit den Nordhessen erreichte er 1997 die DEL-Vizemeisterschaft. Im Anschluss daran wechselte Ozellis zum REV Bremerhaven. Über die Stationen Braunlage, Neuwied und Erding kehrte er 2001 zu seinem Heimatverein, den Lausitzer Füchsen, zurück. Dort beendete der Linksschütze 2003 seine aktive Laufbahn. In insgesamt über 500 Erst- und Zweitligaspielen erzielte er über 350 Scorerpunkte.
Im Anschluss arbeitete Ozellis erst als Jugendtrainer bei den Kassel Huskies, dann als Spielertrainer bis 2011 beim VERC Lauterbach und den Bad Kissinger Wölfen.

## Erfolge
- 1990 DDR-Meister mit der SG Dynamo Weißwasser
- 1997 Deutscher Vizemeister mit den Kassel Huskies